# Quercus laurifolia
Quercus laurifolia là một loài thực vật có hoa trong họ Cử. Loài này được Michx. miêu tả khoa học đầu tiên năm 1801.

## Hình ảnh